# Barnen från Frostmofjället
Barnen från Frostmofjället är en svensk dramafilm från 1945 i regi av Rolf Husberg. Filmen är baserad på Laura Fitinghoffs roman med samma namn från 1907. I huvudrollerna ses Hans Lindgren, Siv Hansson och Anders Nyström.
Filmen betraktas som den första renodlade biograffilmen för barn.

## Handling
Norra Sverige vid 1800-talets mitt. Sju barn på Frostmofjället blir föräldralösa när deras mor dör. För att inte bli utackorderade till socknens storbönder eller hamna i fattigstugan lämnar de hemgården och påbörjar en lång vandring över fjället för att finna ett bättre liv. Det blir en strapatsrik vandring i sällskap av geten Gullspira, som tillhandahåller både värme och mjölk.

## Rollista i urval
- Hans Lindgren - Ante
- Siv Hansson - Maglena
- Anders Nyström - Månke
- Ann-Sophie Honeth - Anna-Lisa
- Ulf Berggren - Per-Erik
- Paula Jagæus - Brita-Kajsa
- Christina Jagæus - Kristina
- John Ericsson - Sko-Pelle
- Ragnar Falck - Artur Grape, jägmästare
- Britta Brunius - Grapes hustru
- Birger Åsander - Stor-Anders i Moviken
- Ingrid Luterkort - Brita, Stor-Anders hustru
- Helge Hagerman - Oskar Niva
- Solveig Hedengran - Kristina, Oskar Nivas hustru
- Gunnar Sjöberg - prästen
- Carl Deurell - Stor-Jon, bonde
- Axel Högel - bonde
- Carl Ericson - bonde
- Dora Söderberg - Britta, barnens mor
- Nils Hallberg - Grels

## Produktion

### Inspelning
Filmen spelades in sporadiskt i huvudsakligen två etapper; mellan 21 juni 1944 och 31 augusti 1944 samt mellan 1 december 1944 och 10 maj 1945. Vissa sommarscener spelades in i Myckelgensjö med omnejd. Bröllopsscenen utspelar sig på Gammelgården i Myckelgensjö. Scener spelades också in längs Anundsjöån, i Undersåker och i Stockholmstrakten. Geten Gullspira inköptes också i Myckelgensjö av filmbolaget.[källa behövs]
Filmen spelades in 1942- 43 i Laisvallby 35 km väster om Arjeplog bland annat på Granudden under fjället Niebsurte och på Laisans is.[källa behövs]

## Om filmen
Berättelsen utspelar sig i Norrland, och boken använder sig därför av dialektal svenska när barnen pratar. I filmen talar dock alla rikssvenska, i enlighet med de konventioner som rådde när filmen gjordes.
Gullspira har också gett namn till det svenska barnfilmpriset Gullspira, som också är designat efter filmgetens utseende.

## Musik i filmen
- Tryggare kan ingen vara (SvPs nr 248), text Lina Sandell, sång Hans Lindgren, Siv Hansson, Anders Nyström, Ann-Sophie Honeth med flera.
- Morgon mellan fjällen (Morn Amid the Mountains) (SvPs nr 179), kompositör Karl Heinrich Ernst Hauer, svensk text Betty Ehrenborg-Posse, sång Hans Lindgren, Siv Hansson, Anders Nyström,  Ulf Berggren med flera.
- Var jag går i skogar, berg och dalar (SvPs nr 251), text 1847 Carl Olof Rosenius, sång Ann-Sophie Honeth.[7]

## Utgivning och visningar
Barnen från Frostmofjället gavs ut på DVD 2007 och 2011 Sandrew Metronome.